# Adrian Negrău
Adrian Negrău (Arad, 1968. március 17. –) román labdarúgó.

## Sikerei, díjai
- Steaua București:
  - Román bajnok: 1988–89[1]
  - Román labdarúgókupa győztes: 1988–89[1]
  - Bajnokcsapatok Európa-kupája döntős: 1988–89[3]
- Kispest:
  - Magyar bajnok: 1992–93[1]

## Fordítás
- Ez a szócikk részben vagy egészben  az   Adrian Negrău című angol Wikipédia-szócikk fordításán alapul.  Az eredeti cikk szerkesztőit annak laptörténete sorolja fel. Ez a jelzés csupán a megfogalmazás eredetét és a szerzői jogokat jelzi, nem szolgál a cikkben szereplő információk forrásmegjelöléseként.